# François Moisson
François Moisson né le 24 octobre 1745 à Salon-de-Provence et mort à Marseille le 2 août 1811, était un révolutionnaire français qui fut le commandant en chef du bataillon des 500 volontaires marseillais 
levé à l’été 1792 pour aller défendre Paris contre l'avancée des armées prussiennes et autrichiennes en guerre avec la France, mais aussi pour s'opposer éventuellement à toute tentative des généraux factieux.
Cette levée faisait suite au décret de l'Assemblée Législative du 8 juin 1792 et à la demande adressée par le député Charles Barbaroux au maire Jean-Raymond Mourraille d'« envoyer six cents hommes qui sussent mourir".

## Biographie
Fils d'un maître tanneur, il est le septième d'une famille de dix enfants. En 1783, il s'établit à Marseille où il exerce le métier de pelletier.
Membre de la garde bourgeoise de 1789, puis de la garde nationale, il participe à la fondation de la Société populaire des amis de la Constitution (plus communément appelée le Club de la rue Thubaneau) en avril 1790.
Le 28 juin 1792, il est élu commandant du bataillon des 500 fédérés marseillais qui va rentrer dans l'Histoire de France par sa participation à la journée du 10 août 1792 qui va entraîner la chute de la monarchie et par la célébrité qu'il va conférer au chant écrit par Rouget de l'Isle dans la nuit du 25 au 26 avril 1792, qui s'appelle alors "Chant de guerre pour l'armée du Rhin", mais auquel il va donner son nom définitif.
C'est en effet ce chant, devenue l'hymne national français sous le nom de Marseillaise, qui va accompagner cette troupe durant son voyage effectué à pied depuis le départ de Marseille le 3 juillet jusqu'à l'arrivée à Paris le 29 juillet.
Accueillis chaleureusement par les patriotes parisiens et les fédérés des autres départements, les "Marseillais" doivent aussi déjouer calomnies et traquenards provenant de leurs adversaires politiques,.
Le 10 août, François Moisson pénètre le premier dans la cour des Tuileries, mais blessé à la jambe par la fusillade des Gardes Suisses du roi, il est obligé de passer le commandement du bataillon à son adjoint, Pierre Garnier, ce qui n'empêche pas la victoire de l'insurrection,.
À son retour à Marseille, en octobre, il reçoit avec ses hommes un accueil triomphal.
Élu conseiller municipal en janvier 1793, il est désigné le 9 avril commandant d'une armée départementale de 6000 hommes chargée de défendre la République contre l'ennemi intérieur, mais cette troupe est rappelée le 3 juin par les sections marseillaises passées au fédéralisme.
Après la reprise de la ville par les troupes de la Convention, il est cité dans le dossier d'accusation contre le général Santerre qu'il avait mis en cause dans une lettre adressée à François Héron à propos de l'affaire du banquet des Champs Élysée. Arrêté à Paris en mai 1794, il est sauvé par le 9 thermidor.
Il se retire alors de toute activité publique jusqu'à sa mort.   

## Filmographie
- La Marseillaise (film, 1938) de Jean Renoir